# آلفين ألدن
آلفين ألدن هو شخصية أعمال وسياسي أمريكي، ولد في 1 مارس 1818، وتوفي في 18 أغسطس 1882. انتخب عضو جمعية ولاية ويسكونسن ‏.